# Oleg Rjaskov
Oleg Rjaskov (31 maggio 1961) è un regista sovietico, dal 1991 russo.

## Carriera
Una delle sue opere cinematografiche più famose è lo storico film d'avventura "Servant of Sovereigns", che è stato acquistato e proiettato in più di trenta paesi del mondo, ed è stato nominato per un MTV award. Nella primavera del 2011 O. Ryaskov ha completato un progetto storico commissionato da VGTRK "Note dello Spedizioniere della Cancelleria Segreta". Dal 2012 al 2018 ha pubblicato diversi romanzi polizieschi e storici, tra cui gli audiolibri sul portale LitRes. Alla fine del 2019 è stato invitato al progetto cinematografico internazionale "Tesori dei mari cinesi". Il film vedrà la partecipazione di star del cinema mondiale. L'inizio delle riprese è previsto per il 2021.

## Filmografia parziale

### Regista
- Note dello Spedizioniere della Cancelleria Segreta 2 (2011)
- Note dello Spedizioniere della Cancelleria Segreta 1 (2010)
- Sluga gosudarev (2007)
- Uriy Gagarin (2005)
- Alexandrovsky sad (2004)
- Professor Chaynikov (2000)
- Voenno-polevoj romans (1998)
- 12 kresel (1995)
- Koleso istorii (1994)
- Tema 1992